# Presentación de la Virgen en el Templo (Giotto)
La Presentación de la Virgen en el Templo es una escena obra del pintor italiano Giotto. Está realizado al fresco, y fue pintado entre 1305 y 1306 (otras fuentes dan las fechas de 1303 y 1305). Se encuentra en la Capilla de los Scrovegni de Padua.
Giotto fue el primer pintor toscano que trabajó en Italia del norte, en Rímini y Padua. Una de las obras que ejecutó en Padua fue el ciclo de frescos sobre la Vida de la Virgen y de Cristo en la Capilla de los Scrovegni, obra fundamental para comprender la evolución de la pintura europea.
Este episodio pertenece a la vida de la Virgen. Se describe a ésta entrando en el templo. Como ocurre con el resto de los episodios de la vida de la Virgen, suelen estar ausentes de los Evangelios oficiales, recurriéndose a otras fuentes como, en este caso, el Evangelio del pseudo-Mateo (4 - 6), uno de los evangelios apócrifos.
Según se narra en este Evangelio, 

Y, destetada que fue al tercer año, Joaquín y su esposa Ana se encaminaron juntos al templo, y ofrecieron víctimas al Señor, y confiaron a la pequeña a la congregación de vírgenes, que pasaban el día y la noche glorificando a Dios. Y, cuando hubo sido depositada delante del templo del Señor, subió corriendo las quince gradas, sin mirar atrás, y sin reclamar la ayuda de sus padres, como hacen de ordinario los niños. Y este hecho llenó a todo el mundo de sorpresa, hasta el punto de que los mismos sacerdotes del templo no pudieron contener su admiración. (...) Y su semblante resplandecía como la nieve, hasta el extremo de que apenas podía mirársela. (...) Toda su conversación estaba tan llena de dulzura, que se reconocía la presencia de Dios en sus labios.

En esta escena se representa a María a los tres años, llevada al templo de Jerusalén por sus padres. La escena se desarrolla a la entrada del templo. A la izquierda aparece Joaquín, padre de la Virgen, junto al viejo Simeón, que se supone de 112 años de edad. Subiendo las escaleras con María está santa Ana, envuelta en un amplio manto rojo. A la niña la recibe el sumo sacerdote Abiatar entre las muchachas que ya están en el templo y que se ven en una especie de antepecho sobre ellos. A la derecha, en primer plano, dos sumos sacerdotes comentan la escena.
Se evidencia en este fresco el apartamiento de Giotto del estilo bizantino: a las representaciones frontales opone aquí posturas de espaldas o de perfil; además, no representa a los personajes en un fondo dorado, sino en una arquitectura contemporánea propia de un Arnolfo di Cambio, con mármoles de colores y finas columnas. El templo se asemeja al que aparece en la escena "Joaquín expulsado del Templo", del mismo ciclo de pinturas. Adopta el punto de fuga oblicuo. En esta escena se afirma el sentido de la percepción del espacio dominante en la arquitectura y en los personajes. Las construcciones representadas son contemporáneas. Su realismo aparece en los drapeados, que son ligeros, en los gestos y expresiones de las figuras, así como en la representación detallista de los mármoles del templo, o el cesto que lleva uno de los personajes.